# Corticeus pini
Corticeus pini är en skalbaggsart som först beskrevs av Georg Wolfgang Franz Panzer 1799.  Corticeus pini ingår i släktet Corticeus, och familjen svartbaggar. Arten förekommer tillfälligt i Sverige, men reproducerar sig inte.